# 指导巡逻队
指导巡逻队（波斯語：‎，羅馬化：gašt-e eršād），俗称道德警察，是伊朗执法部门于2005年设立的缉捕队、宗教警察。其主要工作是逮捕违反伊斯兰着装规范的人，特别是未正确佩戴希贾布的女性。

## 历史
1979年伊朗伊斯蘭革命后新通过的法律要求所有伊朗女性必须在公共场所佩戴能够遮挡住头发和脖子的希贾布。
20世纪80年代时，伊斯兰革命委员会暂时承担了宗教警察的职能。2005年，伊朗正式设立指导巡逻队接替伊斯兰革命委员会。指导巡逻队被允许直接向伊朗最高领袖阿里·哈梅內伊报告情况.
2013年母亲节时，指导巡逻队曾在街上向正确佩戴卡多尔的女性分发鲜花。
伊朗内政部长称，仅2014年的3个月里，就有22万名女性被带入警察局并签下保证书保证佩戴希贾布，有1万9千名女性被给与要求遮挡头发的通知，有9000名女性被捕入狱。该年警察总共对360万没有遵守伊斯兰教着装规定的女性发出警告。
德黑兰的指导巡逻队在2015年的8个月中拦停了4万名开车时不遵守着装规定的女性，许多人的车被扣押一周。2016年时，德黑兰动用了7000名臥底指导巡逻队员抓捕不遵守伊斯兰着装规范的女性。
伊朗的警察也会骚扰伊朗变性女，要求她们佩戴头巾。2018年，伊朗一名变性女被殴打时，警察拒绝救助她。
伊朗还禁止女性使用化妆品，不过许多女性冒着被捕的风险公然违反这条禁令。
2022年12月3日，伊朗总检察长穆罕默德·贾法尔·蒙塔泽里宣布指导巡逻队“与司法机关无关”，将之解散。蒙塔泽里还称有关机关正复核头巾强制政策，以决定是否需要更改。截至12月5日，并未有其他伊朗官方表态称会解散指导巡逻队，伊朗国营媒体表态指导巡逻队没有解散。当日示威者发起连续3日的罢工罢市运动，有示威者认为指导巡逻队解散的消息是为了干扰示威及罢工运动。2023年7月，伊朗政府宣布恢复指导巡逻队。

## 设备及职责

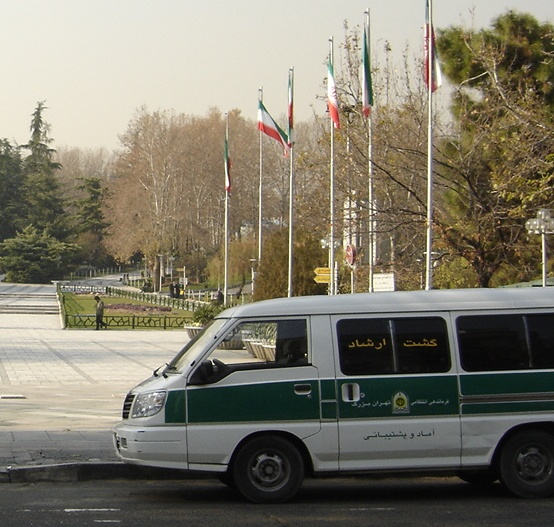
德黑兰街头的指导巡逻车

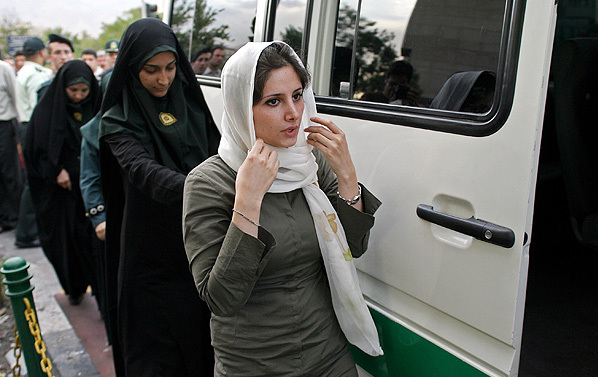
瓦纳克广场的一名妇女因佩戴头巾不当而被一名宗教女警察逮捕

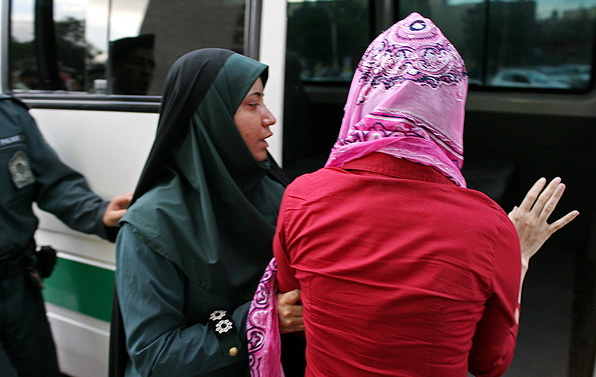
同一地点因同样的原因被逮捕的另一名妇女

一支指导巡逻队一般包括一名男性警员和一名穿戴卡多尔的女性，他们会搭乘一辆面包车在公共街区巡逻，搜寻并逮捕没有正确佩戴希贾布的女性。國際特赦組織称“女性被迫在违反自身意愿的情况下用头巾盖住头发，哪怕你只有7岁也如是”。联合国人权事务高级专员办事处称违反法律者会被扇耳光，被殴打并被塞上警车，她们会被驱赶到劳教所或警察局，被教导如何穿衣，被警察拍照记录个人信息，被要求用剪刀销毁任何“坏”衣服，一般情况下这些女性会在当天被释放，但也有许多人被拘留。《伊朗刑法典》第283条规定，不戴头巾的妇女会被处以10天至2个月的监禁，5万至50万伊朗里亞爾的罚款，以及最高74下鞭刑。
除了搜寻未正确佩戴头巾的女性外，指导巡逻队还负责监视男性的不恰当举动、男性理的“西式”头型、男女之间的交往、违反化妆禁令的行为以及穿亮色衣服、穿紧身牛仔裤和短裤的行为。头巾下露出过多头发或男女朋友一同散步也被指导巡逻队认为是违规行为。
伊朗民众可以相互检举违反着装规定的行为，交通摄像头亦被用来识别违反着装规定的人。伊朗的所有监控摄像头都会将其内容传输给伊朗警方。
2017年12月27日，大德黑兰地区警察局局长侯赛因·拉希米准將表示，“根据执法部门人员的新命令，那些不遵守伊斯兰价值观和在这方面有过失的人将不再被带到劳教所，也不会卷入法律纠纷，相反，我们还会为他们提供教育课程，改造他们”。

## 争议
2022年9月16日，指导巡逻队逮捕了22岁的伊朗女性玛莎·阿米尼，她被指控不当佩戴希贾布并露出部分头发。随后，阿米尼在被指导巡逻队控制期间身亡。据报道，阿米尼的腿上和脸上有被殴打过的淤青。多名医疗官员和目睹她被捕的其他被拘留者声称，指导巡逻队员在到达警察局之前，在一辆面包车后面对她进行了殴打。指导巡逻队拒绝承认曾殴打过阿米尼，并宣称她患有心臟衰竭，在被捕两天后昏迷不醒，不治身亡。她的死引发了阿米尼示威。

### 制裁

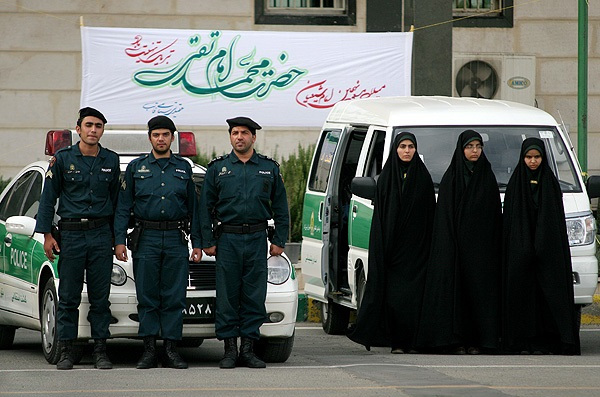
指导巡逻队的警官和设备

2022年9月22日，美国财政部宣布制裁指导巡逻队和包括德黑兰地区道德警察局局长穆罕默德·罗斯塔米·切什梅赫·加奇在内的多名官员，原因是他们涉嫌虐待伊朗女性。美国财政部冻结了被制裁者在美的资产；若外国金融机构如果故意为被制裁者提供重大交易便利或提供重要服务，可能会受到美国的处罚。
9月26日，加拿大总理賈斯汀·杜魯多表示将制裁指导巡逻队及镇压抗议行为的伊朗官员。

## 宗教分歧
一些政府官员表示指导巡逻队是履行伊斯兰教义揚善懲惡的伊斯兰宗教警察，且受人民拥戴，另一些政府官员则表示反对指导巡逻队，认为政府应当尊重公民自由和尊严，执行伊朗式的法律而非伊斯兰教的法律。一些官员甚至称指导巡逻队是“非伊斯兰教的”，因为伊斯兰教规定如果某个组织的行为可能诱发叛乱，那么它就应当被禁止。还有一些人认为指导巡逻队这样的组织不应该仅用于监视人们，人们也应该能用该机构监视政府。